# جبة (السعودية)
جبة إحدى مدن منطقة حائل، تبلغ مساحتها 12500 كيلو متر مربع، تقع مدينة جبه في وسط صحراء النفود الكبير عند خطي 5640 شرقا و228 شمالا في اتجاه الشمال الغربي لمدينة حائل وعلى بعد 103 كم منها، كما أنها تقع على طريق القوافل القديم الرابط بين شرق البحر الأبيض المتوسط وهضبة نجد، وتعتبر من أهم المواقع الأثرية من حيث قدم نقوشها وواحدة من المواقع السعودية المسجلة في قائمة التراث العالمي باليونسكو منذ عام 2015م، والآن تعتبر مدينة عصرية تتوفر بها جميع الخدمات ويعتبر عدد سكانها 20000 نسمة وتشتهر بالزراعة لوفرة المياه بها.

## سبب التسمية
- جاء في معجم البلدان سبب تسمية جبة بهذا الاسم؛ فجبة بالضم ثم التشديد بلفظ الجبة التي تُلبس، والجبة في اللغة ما دخل فيه الريح من السنان، وذُكرت الجبة في شعر الطرماح

- جاء في كتاب تاج العروس موضع الجبة في جبل طيئ في قول النمر بن تولب

- ويأتي ذكر الجب بمعنى البئر الكثيرة الماء البعيدة القعر، وأنشد الأعرابي قائلاً

## آثار جبة
تعتبر جبة أحد أهم وأكبر المواقع الأثرية في المملكة العربية السعودية، حيث تضم نقوشا ورسومات منتشرة في جبل أم سنمان وفي الجبال القريبة منه، وتعود النقوش لثلاث فترات زمنية مختلفة، والمنطقة عبارة عن أرض لبحيرة قديمة تحيط بها كثبان النفود الكبير، وتعلوها من الغرب والجنوب جبال رسوبية تتمثل بأم سنمان وغوطا وشويحط وعنيزة، وقد طلبت الهيئة العامة للسياحة والتراث الوطني تسجيل الموقع الخاص بالرسوم الصخرية في جبه والشويمس بمنطقة حائل في قائمة التراث العالمي لدى منظمة اليونسكو، وفي عام 2015 تم تسجيل الفن الصخري في منطقة حائل في المملكة العربية السعودية وبالتحديد في منطقة جبة من قبل منظمة اليونسكو كأحد مواقع التراث العالمي.

### جبل أم سنمان
أحد جبال منطقة حائل، يقع الجبل في مدينة جبة التي تبعد 103 كيلومترات شمال غرب حائل، ويقع تحديداً جهة الغرب من مدينة جبة، وسط صحراء النفود. للجبل مكانة تاريخية وأثرية في الجزيرة العربية بصفة عامة ومنطقة حائل بصفة خاصة، إذ إنه يحتضن العديد من النقوش والرسوم والتشكيلات القديمة جدًا، وأثبت عدد من الأمريكيين المهتمين بالآثار، الذين زاروا مدينة جبة وشاهدوا صخرة أم سنمان أن رسمة العجلة المُشكلة عليها تثبت أن قانون التسارع والبكرة كان معروفًا ومستخدمًا قبل نيوتن، ومقابل ذلك يرى الأوربيون أن نيوتن هو مكتشف القانون، وسيظل الخلاف الأوروبي والأمريكي قائماً حول هذه الصخرة حتى تدرس بشكل علمي مفصل، بالرغم من هذا فإنهم يتفقون على أن الصخرة لا تقدر بثمن؛ إلاّ أنها لم تجد من يهتم بها علمياً حتى الآن.
كما أن جبل أم سنمان يحتضن نقوشًا يقال إنها تعود إلى العصر الحجري، وبعضها ثمودية، ويوجد على الجبل تشكيلات صخرية بادية المعالم، وأشهرها مجسم الأسد الواضح للعيان، كما أنه يحمل في عرضه تشكيلات لوجوه رجال يرتدون عمائم والبعض يقول إنها تيجان، وهذه التشكيلات وغيرها العديد من الرسومات الحيوانية، كالطيور والقرود والوعول، كانوا يسمونها أهالي جبه قديماً بحرس أم سنمان، كما احتضن الجبل نقشاً لأقدم صورة أشعة للإنسان في العالم، ويدل هذا على قدم تاريخ جبل أم سنمان والحضارة التي كان يحتضمها.يحتضن الجبل نقوش إنسان العصر الحجري، وسجل الجبل نحو 5431 نقشاً ثمودياً، و1944 رسماً لحيوانات مختلفة منها 1378 رسماً لجمال بأحجام وأشكال مختلفة، كما بلغ عدد الرسوم الآدمية 262 رسماً.
تبين النقوش في جبل أم سنمان الإنسان الذي عاش في العصور الحجرية، وبعض من طرق ونظم الحياة اليومية التي كان يطبقها ويحياها إنسان تلك العصور، وتوجد هذه الرسوم والنقوش التي رسمها ونقشها الإنسان في عصور مختلفة على واجهات صخور جبل أم سنمان غرب مدينة جبة، تلك الرسوم والنقوش المتميزة بتشكيلاتها الفنية والمتنوعة بموضوعاتها التعبيرية. كما أن الرسومات والنقوش تدل على تقنيات الأدوات الحجرية التي استخدمها الإنسان القديم في حفر رسومه ونقوشه الكتابية المتنوعة والغنية. ولعل من أهم الرسوم والنقوش الصخرية التي يمكن مشاهدتها في جبل أم سنمان تلك التي تمثل النمط المبكر للحفر والنقش والتي يعود تاريخها للألف السابع قبل الميلاد، وتتميز رسوم ونقوش الجبل بمشاهد غنية للحياة اليومية للإنسان والحيوان اللذين استوطنا هذه المنطقة، ويمكن تقسيم وجودهما إلى فترتين: الأولى تعود للألف السابع قبل الميلاد، وبها تظهر الأشكال الآدمية المكتملة مع الأذرع الرفيعة وبروز الجسد المكتنز عند طيه الفخذ وظهور أشكال النسوة ذوات الشعر المجدول المتدلي، وذوات التنورات المزخرفة وظهور الأشكال الحيوانية مثل الإبل والخيل غير المستأنسة والوعول ومجموعات مختلفة من أشكال الأغنام والقطط والكلاب التي استخدمت في الصيد. وتعود الفترة الثانية للعصر الثمودي، وأبرز رسومها ونقوشها الصخرية تتمثل في استئناس الجمال، حيث تظهر مشاهد المحاربين على ظهورها وبأيديهم الحراب، وتظهر الوعول والفهود والنعام، إضافة إلى أشكال رمزية وأشجار النخيل.

## نقش العربة

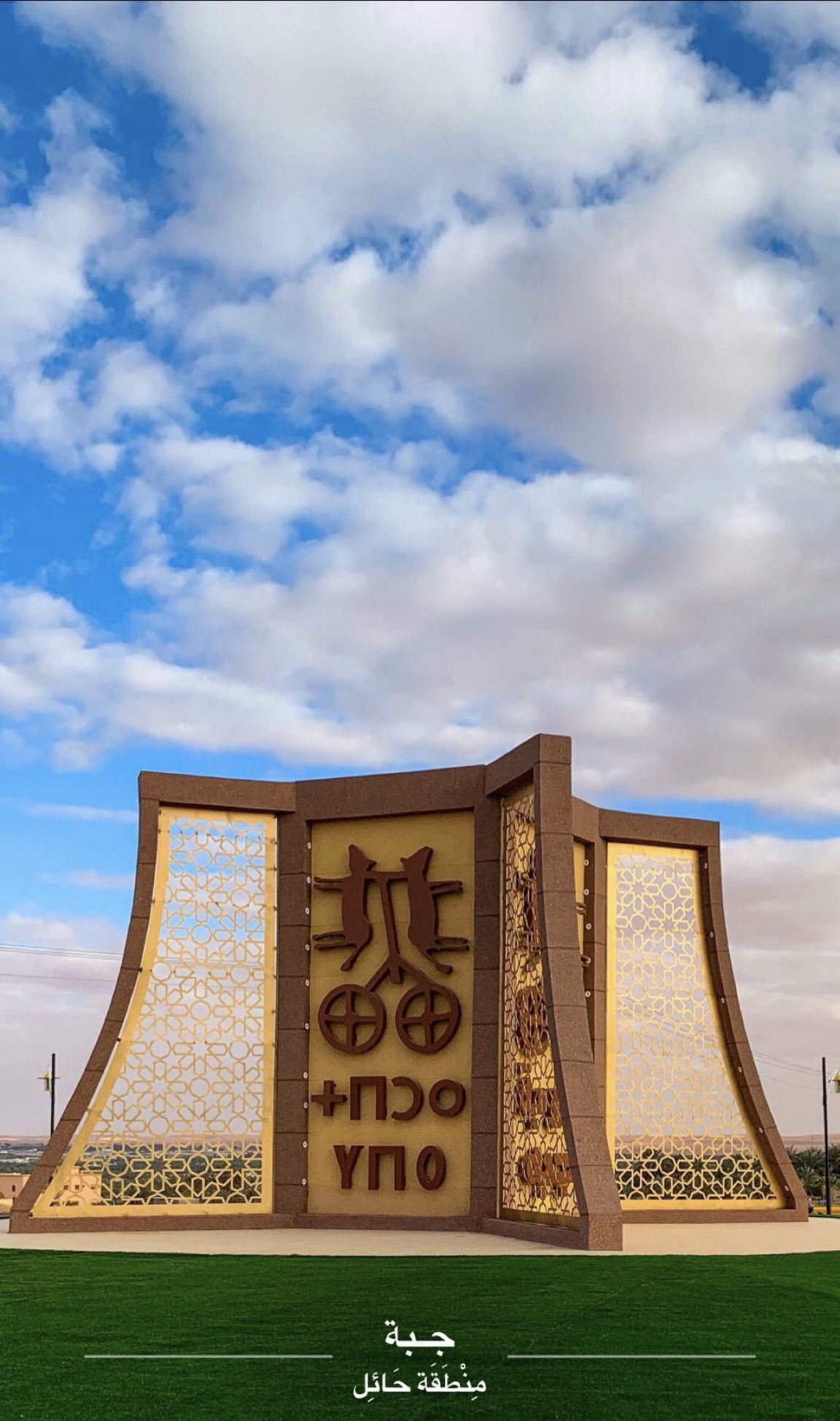
نُصب لعربة جبة في منطقة حائل

من أهم الرسوم الموسومة في جبل أم سنمان هو نقش العربة، وهو عبارة عن عربة يجرها حصانان. هذه الرسمة تشير إلى مرحلة حضارية متقدمة عاصرها أسلاف عرب شمال الجزيرة العربية، حيث إنه يؤرخ إلى اختراع العجلة في الألف الخامسة قبل الميلاد في بلاد سومر (قبل سبعة آلاف سنة)، بينما استخدامها في جر الخيول يشير إلى الألف الثانية قبل الميلاد في الصين (قبل أربعة آلاف سنة)، وعُرفت في بلاد الشام ومصر حوالي 1200 ق.م أي منذ ثلاثة آلاف ومئتي عام تقريباً، وغالباً ما كانت الإشارات التاريخية إلى مرور مخترعي العجلات بمنطقة الشام ومصر ولم تكن هناك إشارات إلى وصولها إلى الجزيرة العربية في عهد مبكر. وقد لقيت هذه الرسمة الكثير من التحليل التاريخي والآثاري.
وقد أثبت عدد من العلماء المهتمين بالآثار الذين زاروا مدينة جبة وشاهدوا صخرة أم سنمان أن رسمة العجلة المُشكلة عليها تثبت أن قانون التسارع والبكرة كان معروفاً ومستخدماً قبل نيوتن، كانت العجلة المرسومة على الصخرة من أهم الاختراعات البشرية وتذكر الموسوعة البريطانية أن تطويرها تم في منطقة النهرين، ويعود هذا الدليل إلى 3.500 سنة قبل الميلاد، إذ تظهر منحوتات على أقراص جنود يقفون على عربات لها عجلات. النقوش الصخرية في جبة تعود إلى فترات تاريخية متعددة تبدأ من الألف العاشر وحتى ألفي سنة مضت، لاسيما مع رسوم الجمال وبعض النقوش التي يطلق عليها الثمودية والتي تؤرخ بالقرن الثالث ق.م وحتى الخامس الميلادي. أما رسوم الجمال فهي على الأرجح لجمال مستأنسة وهو الأمر الذي لم يتحقق إلا من أربعة آلاف عام تقريباً. وتتميز الرسومات البشرية على هذه الصخور بالحفر الغائر التربيعي لها المرافق لبعض الحيوانات في شكل مميز بمنطقة جبة وعلى جبل أم سنمان.

## أهمية المدينة
تعد مدينة جبة التابعة لمنطقة حائل من أهم المواقع الأثرية القديمة وأكبرها في المملكة العربية السعودية، حيث تشير الدراسات العلمية إلى أن أقدم مواطن الاستيطان المعروفة في المنطقة تقع في جبة، فقد كشف عن موقعين يعودان إلى العصر الحجري الأوسط، يقع الأول في جبل أم سلمان والثاني في الجهة الجنوبية الشرقية، أما الرسوم الصخرية فتحتوي جبة على مجموعة متنوعة من الرسومات الصخرية المميزة، فمنها ما يجسد مناظر حيوانية وبشرية ونباتية ورمزية، وكذلك يحتوي جبة ما يربو على 5431 نقشا عربيا شماليا قديما (ثمودي) جميعها تعكس موضوعات مهمة من تاريخ إنسان المنطقة، وجوانب من حياته الاقتصادية والاجتماعية والفكرية، كما تُعد بلدة زراعية مليئة بحدائق النخيل والعنب والرمان التي تُسقى بواسطة المضخات المنتشرة، ولأهلها حياة اجتماعية؛ فكل فرد منهم يعتبر نفسه عضواً في أسرة كبيرة، ومجالس منازلهم مفتوحة لقرض الشعر النبطي.

## جبة والمستشرقين

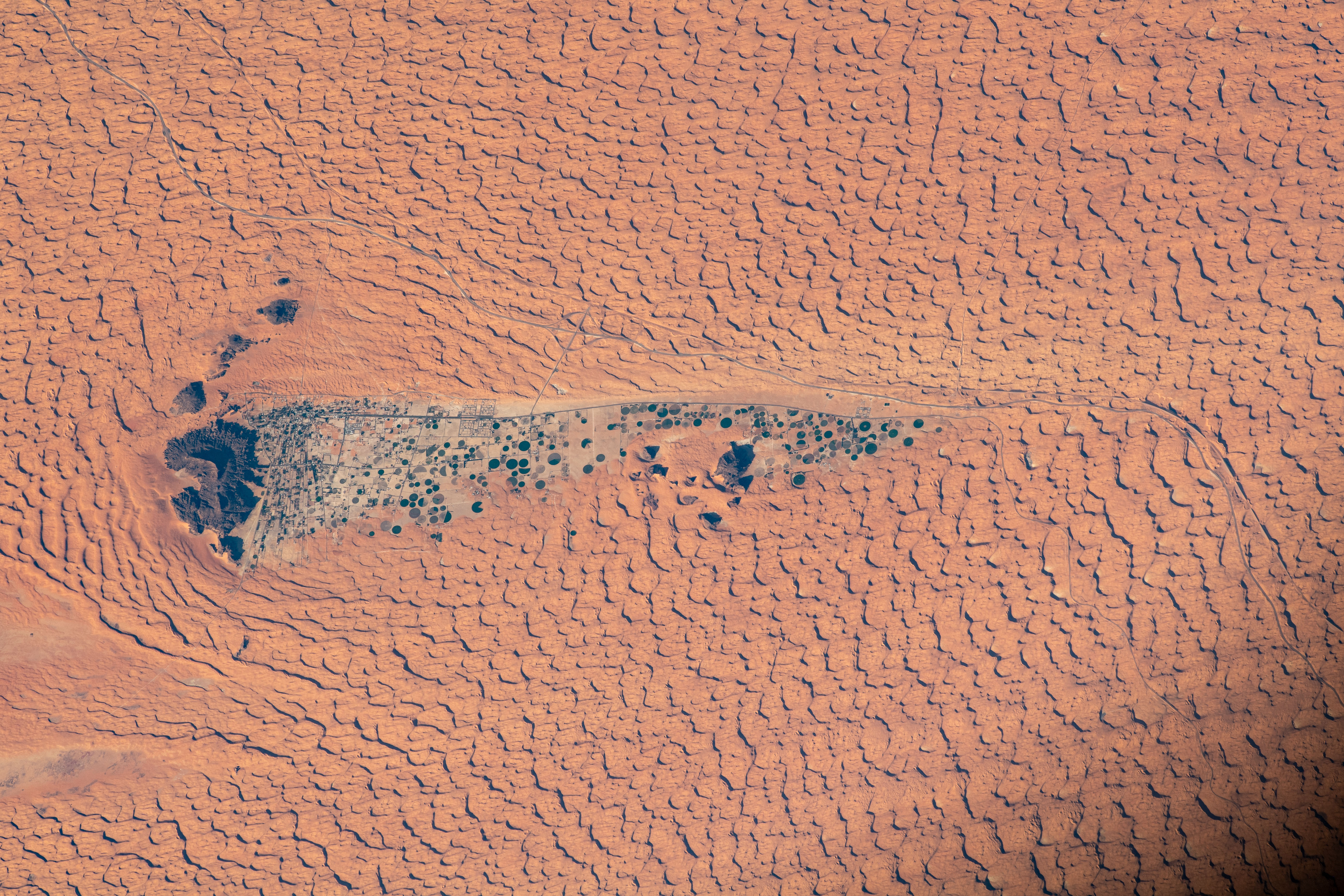
منظر في جبه تم التقاطه خلال رحلة المحطة الفضائية الدولية رقم 64.

وصل المستشرق الفلندي جورج فالين إلى بلدة جبة سنة 1845 قادما من الجوف بعد رحلة شاقة استغرقت حوالي أربعة أيام على ظهور ابل هزيلة في حماية فتاة من أهل جبة، كانت برفقة زوجها الذي تقيم معه في الجوف وكانت وقتها حاملا في شهرها السادس استعان بهم الرحالة وبالفتاة بالذات بعد ما أعلن الدليلة الرسمي للرحلة انه من قبيلة أخرى وغير قادر على حمايته بقية الطريق، وصلوا جميعا بسلام بعد ما اتبع فالين قاعدة الصحراء التي نصحه بها سكان المنطقة لتفادي وعورة ومتاهات الصحراء: ضع النجم القطبي على عظم لوح الكتف اليسرى، ووجد البلدة الواقعة في أحضان صحراء النفود الكبير في سهل فسيح تربته حجرية صلبة يرتفع فوقها إلى الشمال الغربي جبل أم سلمان المشهور، وإلى الجنوب الشرقي تقع الغوطة، وتتألف من خمسة أسواق، والأسواق هنا مصطلح كان يطلقه بعض أهل الشمال على الأحياء ومنها الطريف والسلال والحمالة، كما وجد البيوت المبنية من مادة البناء الأولى بالصحراء اللبن، فسيحة جدا ورحبة، كما وجد تصميمها الهندسي مختلفا عن منازل الجوف لأنها تحاكي تصاميم واجهاتها مداخل المعابد المصرية القديمة وكل منزل له بستان يلاصقه وفي الغالب يحيط به، وهم يولون هذه البساتين عناية فائقة وينسقونها بشكل جميل حيث ألحق بكل بستان بئر للري يستقى منها بواسطة الجمال، وفوق الآبار بعض العرائش والموجودة أيضا على الممرات التي تعبرها الحيوانات وهي تسحب الدلاء، ووجد بلح النخيل أقل جودة منه في الجوف وتيماء، وإلى جانب التمور والفاكهة التي يعتني بها أهل جبة أشار إلى وجود شجرة الأثل القليلة في مناطق الشمال، ويستفاد من خشبها في العديد من الصناعات، كما تحدث عن جوانب أخرى عن هذه البلدة في كتابه رحلات فالين إلى جزيرة العرب قال عنها:
| جبة (السعودية) | يوجد في جبة نحو مائة وسبعين بيتا جميعهم من قبيلة أرمال ( الرمال ) التي تعتبر من أشرف بطون شمر العريقة ومن أعظمها شأنا، وهؤلاء الجبيون يختلفون عن سكان المناطق التي مررت بها وكذلك تختلف ملامحهم عن ملامح السوريين حيث إن بشرتهم شاحبة وأجسامهم ضعيفة ، وفي بلدتهم أمراض عديدة تتفشى، وقد يكون هذا سببه ملوحة الماء والتمر غير الجيد الذي هو الغذاء الرئيسي للسكان هنا وفي أنحاء نجد جميعا، وعيش الجبيين هو عينة عيش البدو الرحل، فيما عدا أنهم يقيمون في مضارب ومنازل ثابتة، وأكثرهم يملكون قطعانا كبيرة من الإبل يوكلون العناية بها إلى إخوانهم البدو، أو يرسلونها مع رعاة منهم إلى الرعي في الجوار، ويساعدهم موقع البلدة وعدد رجالهم على درء هجمات الأعداء وعلى عدم وقوع أي نزاع بينهم وبين شيوخ البدو والرحل، بل أنهم يغزون بعض القبائل التي لا تدفع زكاة المال ولديها بعض المخالفات لتعاليم القرآن الكريم باسم الحرب المقدسة (يقصد الجهاد في سبيل الله) وبغرض إنهاكها وإرغامها أيضا على دفع الزكاة لشيخهم وموالاته | جبة (السعودية) |

وأضاف المستشرق الفلندي جورج فالين في كتابه في وصف جبة:
| جبة (السعودية) | قل أن يأتي إلى جبة باعة جوالون أو تجار عابرون كالذي نلقاهم في القرى على درب الحج وفي بلدان الصحراء الكبيرة، غير أني لقيت أثناء إقامتي في البلدة تاجرا من المدينة المنورة كان يتذمر من قلة العمل، والسكان يشترون ملابسهم ولوازمهم من حائل، ويشترون مؤنتهم القليلة من الأرز من العراق بواسطة حلفائهم من البدو، وهم يزرعون بأنفسهم القمح والذرة والشوفان وغالبا ما يفوق المحصول حاجتهم، ويأتي إلى هنا كثيرون من قبائل مختلفة، ولا سيما في موسم التمر، وفي أثناء إقامتي في جبة بلغ عدد خيام البدو الرحل في السهل وبين المنازل أكثر من مائة وخمسين خيمة، جلهم من الرولة وشمر وكان في العداد أيضا أفراد من عنزة وبشر والفقرا، ومن الشرارات وهوازم ربما يقصد (العوازم) وحشود الرحل لا تفارق جبة في جميع الفصول لأن في جوارها أخصب مراعي منطقة النفود، ولأنه المحلة الوحيدة التي فيها ماء بين هذه المراعي والشقيق، ان التقاليد القليلة التي ورثها أهل جبة عن أجدادهم وعن أصحاب أرضهم القدماء، هي التقاليد التي يعمل بها الشمريون ولا أشير هنا الا إلى ما يتعلق منها بجبة وحدها لأنني سأذكرها فيما بعد | جبة (السعودية) |

## انظر ايضاً
- حائل

## وصلات خارجية
- معرض الصور: الفن الصخري في منطقة حائل بالمملكة العربية السعودية